# Lijst van spelers van AC Ajaccio
Deze lijst omvat voetballers die bij de Franse voetbalclub AC Ajaccio spelen of gespeeld hebben. De spelers zijn alfabetisch gerangschikt.

## A
- Djamel Abdoun
- Samassi Abou
- Yannick Achard
- Hervé Alicarte
- Dmitriy Ananko
- Benjamin Andre
- André Luiz
- Didier Angan
- Antônio Carlos
- Franklin Anzité
- Salim Arrache
- Ludovic Asuar
- Ernst Atis-Clotaire
- Catilina Aubameyang
- Christophe Avezac

## B
- Georges Ba
- Mamadou Bagayoko
- Anthony Bancarel
- Dominique Baratelli
- Anthony Baron
- Christophe Bastien
- Nicolas Baudouin
- Xavier Becas
- Fabrice Begeorgi
- Chahir Belghazouani
- Laurent Bernardi
- Yassine Bezzaz
- Abdelhalim Bibi
- Andre Bodji
- Nicolas Bonnal
- Laurent Bonnart
- Samuel Bouhours
- Jean-Pierre Brucato
- Robert Buigues
- Philippe Burle

## C
- Robert Cacchioni
- Aboubacar Camara
- Alain Cantareil
- Romain Carbonnier
- Gauthier Caron
- Laurent Castro
- Johan Cavalli
- Kamel Chafni
- Matthieu Chalmé
- Cyril Chapuis
- Mickaël Charvet
- Remi Cilia
- Xavier Collin
- Renaud Connen
- Alexandre Cotoni
- Rolland Courbis
- Laurent Courtois
- Uliano Courville
- Alessandro Crescenzi

## D
- Cédric D'Ulivo
- Zoran Dakić
- Frédéric Danjou
- Stéphane Darbion
- Olivier De Luca
- Thierry Debes
- Andy Delort
- Yohan Demont
- Mohamed Dennoun
- Thomas Déruda
- Christophe Destruhaut
- Denis Devaux
- Brandon Deville
- Cheick Diabaté
- Lassina Diabaté
- Mbaye Diagne
- Sigamary Diarra
- Fousseni Diawara
- Kaba Diawara
- Kévin Diaz
- Serge Dié
- Claude Dielna
- Bernard Diomède
- Elie Dohin
- Roger Duffez
- Alexandre Dujeux
- Albert Durand
- Nenad Džodić

## E
- Eduardo
- Ammar El Jemal
- Karim El-Hany
- Vincent Erard
- Jean-Paul Escale
- Juan Esnáider
- Tyambo Etshele

## F
- David Faderne
- Ricardo Faty
- Olivier Fauconnier
- André Fefeu
- Felipe Saad
- Gérard Fontana
- Remi Fournier

## G
- Antoine Garceran
- Anthony Garcia
- Gaspar
- Gérard Géorgin
- Eric Géraldès
- Yannick Gigliarelli
- David Gigliotti
- Claude Gonçalves
- Cyril Granon
- Stéphane Gregoire
- Sébastien Gregori
- Toufik Guerabis
- Ludovic Guerriero
- Walter Guglielmone

## H
- Cédric Hengbart
- Jean-Claude Hernandez

## I
- Ilan

## J
- Daouda Jabi
- David Jaureguiberry
- Giany Joinville
- Victor Jouseau

## K
- Zbigniew Kaczmarek
- Omar Keita
- Souleymane Keita
- Seïd Khiter
- Christian Kinkela
- David Klein
- Jean-Pierre Knayer
- Martin Kolár
- Miloš Krstić

## L
- Grégory Lacombe
- Paul Lasne
- Fabien Laurenti
- Sylvain Léandri
- Dimitri Lesueur
- Fabrice Levrat
- Anthony Lippini
- Patrice Loko
- Henri Lopez
- Lucas Pereira
- Florian Lucchini
- Patrice Luzi

## M
- Pape M'Bow
- François M'Pele
- Yohan M'Vila
- Jonathan Machado
- Arnaud Maire
- Mamar Mamouni
- Jean-Jacques Mandrichi
- Thomas Mangani
- Marcelinho Carioca
- Marcelo
- Marcos
- Pierre Maroselli
- Mickaël Marquet
- Milan Martinovic
- Jonathan Martins
- Stéphane Maurel
- Stephano Mazzolini
- Carl Medjani
- Jackson Mendy
- Laurent Merlin
- Dalibor Mitrović
- Billy Modeste
- Wilfried Moimbé
- Laurent Moracchini
- Gerard Moresco
- Jean-Toussaint Moretti
- Ahmed Moslem
- Mehdi Mostefa
- Anthony Moura
- Rubén Munoz
- Alberto Muro
- Adrian Mutu

## N
- Leyti N'Diaye
- Moussa N'Diaye
- Samba N'Diaye
- Joshua Nadeau
- Aléxandre Negri
- Ousmane Nyan

## O
- David Oberhauser
- Guillermo Ochoa
- Dennis Oliech
- Sacha Opinel
- Abdelnasser Ouadah

## P
- Olivier Pantaloni
- Paul Patrone
- Benoît Pedretti
- Claude Peretti
- Grenddy Perozo
- Vincent Petit
- Yvan Piatti
- Jean-Baptiste Pierazzi
- Nicolas Plestan
- Federico Poggi
- Stefan Popescu
- Stéphane Porato
- Yohann Poulard
- Dado Pršo
- Adrien Pucci

## Q
- Laurent Quievreux

## R
- Perica Radic
- Walid Regragui
- Juan Risso
- Jean-François Riviere
- Bertrand Robert
- Martial Robin
- Romain Rocchi
- Rodrigo
- Bruno Rodriguez
- Frédéric Roux
- Piotr Rzepka

## S
- Jean-Philippe Sabo
- Nicolas Sahnoun
- Rafik Saïfi
- Frédéric Sammaritano
- Étienne Sansonetti
- Steve Savidan
- Pierre Sbaiz
- Mathieu Scarpelli
- Matthieu Schneider
- Vincent Scotte
- Anthony Scribe
- Mamadou Seck
- Hervé Sekli
- Oumar Sissoko
- Richard Socrier
- Eduard Son
- Thomas Sowunmi
- Sébastien Squillaci
- Souleymane Sylla
- Tony Sylva

## T
- Gadji Tallo
- Andre Tassone
- David Terrier
- Damien Tibéri
- Denis Tonucci
- Bassidiki Toure
- Mody Traoré
- Marius Trésor
- Stéphane Trevisan

## U
- Cédric Uras
- Gregory Ursule

## V
- Albert Vanucci
- Lambert Verdonk
- Julien Viale
- Hugo Vidémont
- Radomir Vukčević

## W
- Laurent Wuillot

## Z
- Wilfried Zahibo
- Yannick Zambernardi
- Abderraouf Zarabi
- Stéphane Ziani
- Ronald Zubar